# Amageravisen
Amageravisen er en lokal gratisavis, som husstandsomdeles på Amager hver torsdag med et oplag på omkring 80.000 eksemplarer (pr. 2006).
Amageravisen blev opkøbt Berlingske Gratismedier i februar 2007. Den 22. februar 2007 relanceredes avisen derfor med et nyt layout og udkommer nu hver torsdag i stedet for hver anden torsdag (den første og den 15. i hver måned) i samarbejde med den anden lokalavis Amager Bladet. Oplevelsesguiden Alt om København leverer nyhedsstof til avisens kultur- og shoppingsider.
Amageravisen blev grundlagt i 2002 som en enkeltmandsvirksomhed af nuværende bladchef Leif Jensen. Amageravisens kontorer lå indtil maj 2007 i International House, som er en del af Bella Center. Efter opkøbet blev redaktionslokalerne flyttet til Mediecentret Amager i Ebertsgade, samme sted som Amager Bladet udgives fra.

## Ekstern henvisning
- Amageravisens officielle hjemmeside Arkiveret 24. april 2009 hos  Wayback Machine